# Phaeophilacris leleupi
Phaeophilacris leleupi är en insektsart som beskrevs av Lucien Chopard 1954. Phaeophilacris leleupi ingår i släktet Phaeophilacris och familjen syrsor. Inga underarter finns listade i Catalogue of Life.